# European Hygienic Engineering and Design Group
Die European Hygienic Engineering and Design Group (EHEDG) ist ein Zusammenschluss von Ausrüstern für die Lebensmittelherstellung, lebensmittelverarbeitenden Firmen, Forschungsinstituten und Einrichtungen des öffentlichen Gesundheitswesens als Stiftung. Sie wurde 1989 mit dem Ziel gegründet, Hygienemaßnahmen während der Herstellung und Verpackung von Lebensmitteln zu unterstützen.

## Organisation
Die EHEDG ist eine niederländische Stiftung mit Hauptsitz in Naarden bei Amsterdam. Sie besteht aus einem Vorstand, Arbeits- und Regionalgruppen. Ein Präsident wird vom Vorstand für drei Jahre gewählt und vertritt die Stiftung nach außen. Die Regionalgruppen entsprechen nationalen Vertretungen innerhalb der EHEDG. Die Arbeitsgruppen entwickeln, auch unter Zuhilfenahme externer Experten, Richtlinien zu verschiedenen Themen der Lebensmittelhygiene, die dann den Mitgliedern zur Verfügung stehen.

## Aufgabe
Die Umsetzung verschiedener EU-Richtlinien zur Handhabung, Verarbeitung und Verpackung von Lebensmitteln obliegt den einzelnen Betrieben. Der Zusammenschluss zur EHEDG dient dazu, Hilfestellungen für die Betriebe zur Umsetzung der gesetzlichen Vorgaben zu erarbeiten, sowie ein EU-weites, einheitliches Handlungskonzept unter Beachtung internationaler und nationaler Vorschriften zu ermöglichen. Die Hilfestellungen werden in Form von Leitlinien erörtert und publiziert.
Im weltweiten Austausch über solche Vorgaben steht die EHEDG z. B. mit amerikanischen Organisationen wie NSF und 3-A im Austausch, um auch auf internationaler Ebene gemeinsam Handlungsstrukturen zu erarbeiten und gegenseitig anzupassen.
Die EHEDG bietet den Maschinenbauern und Komponentenlieferanten an, ihre Produkte nach den Hygienic Design-Anforderungen bewerten und zertifizieren zu lassen. Hier sind verschiedene Typen vorhanden.